# Chorrito de San Camilo
El Chorrito de San Camilo es un yacimiento arqueológico que en su tiempo funcionaba como una fuente pública de abastecimiento de agua para los habitantes del sector del barrio de San Camilo, situada en la esquina formado por la Calle de la Compañía (Carrera 8) y la Calle 10, al suroccidente del Centro Histórico de Popayán, capital del departamento del Cauca en Colombia.
Su construcción se suele datar hacia fines de la época virreinal española e inicios de la era republicana de Colombia, con el fin de proporcionar el servicio público del agua desde los cerros orientales, a quienes no podían pagar instalaciones privadas como en las casonas señoriales del centro, se cuentan que existían de 9 a 10 ''chorros'' o ''chorritos'' como se les denominó a aquellas fuentes de abastecimiento por la población local. 
Hasta antes de su redescubrimiento, el único vestigio visible y funcional del antiguo acueducto colonial era el Chorrito de la Pamba, ubicado al extremo oriental del centro histórico, aledaño al Cerro de la Eme, por lo que su hallazgo fue una gran sorpresa, que conllevó acciones de estudio, conservación y adecuamiento para hacer del chorrito, para convertir el sitio en un museo y una nueva atracción turística para la ciudad.

## Historia

### SigloXVIII
Desde el siglo XVIIi, con el establecimiento de la Casa de Moneda de Popayán por mediación y financiación de don Pedro Agustín de Valencia,este aristócrata se encargó de proveer a esta ceca de un acueducto propio, debido a las grandes necesidades en el sector metalúrgico y numismático de este preciado líquido, dado que hasta ese momento la población usaba el agua que bajaba por los ríos Molino y Ejido, una práctica insalubre y que se prestaba para episodio de brotes epidémicos.
Por lo que se construyó un acueducto primitivo que suministraba agua desde los cerros orientales (sitio primigenio de la fundación de la ciudad),bajando por La Pamba hasta la casa de moneda, el único vestigio visible de aquella obra colonial es el Chorrito más oriental de todos que recibe el nombre del sector.

### SigloXIX
Pero durante mucho tiempo no llegó el acueducto directamente al sector suroccidental hacia los potreros de El Achiral hacia al río Molino, por lo que los pobladores que poco a poco comenzaban a habitar el naciente barrio a la postre del Antiguo Convento de los Camilianos (Actual Sede de la FUP y del Palacio de Justicia) se veían obligados de proveerse de agua desde los relativamente distantes chorros de El Maestro Pabón y de El Mascarón. No fue sino al concluir la época virreinal española y la independencia de Colombia que para efectuar eficaces cambios a un sistema de aguas salubres para los habitantes, desde el año 1828 solicitaron al Gobierno una fuente pública, siendo finalizado el actual chorro. (ACC, Cabildo 1828, Tomo 65, Folio 23r-v)

### SigloXX
El Chorro de San Camilo hacia inicios del siglo XX adquirió su fisionomía definitiva, al ser restaurado su tercer escalón y sobre todo en 1919 cuando se le ornamentó con una boca en forma de flor, de cuyo centro sobresalía un tubo de cobre del cual brotaba el agua hacia el punto central equidistante del semicírculo formado por diversos niveles de escalones hechos en ladrillo sobre piedra y canto rodado, que daban hacia el nivel de la calle. A esta fuente podían acudir tanto vecinos como cualquier transeúnte con o sin cabalgadura. Como recuerdo de esta restauración, se le instaló una placa con el año de la ejecución.

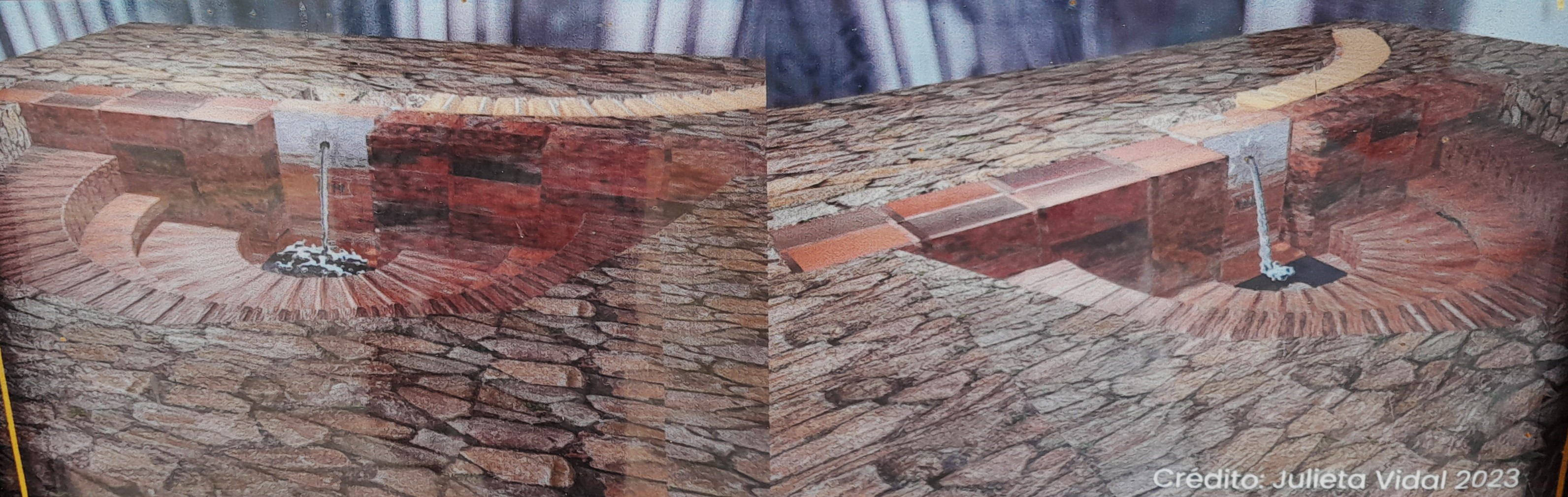
Reconstrucción digital del aspecto original del chorrito por Julieta Vidal (2023)

Pero lastimosamente, el progreso de la modernidad fue poco a poco arribando a la ciudad blanca, lo que también afectó al antiguo acueducto colonial que era la única provisión de agua de la urbe, siendo sustituido paulatinamente con tuberías en concreto y plástico que mejoraron la calidad del líquido vital. Sin embargo, el acabose final de los chorros vino de la mano con la pavimentación de la casi totalidad de las calles del centro histórico que hasta ese momento eran empedradas, siendo las fuentes consideradas un ''estorbo'' fueron destruidas o simplemente sepultadas como le pasó al de San Camilo, que fue terminó por desaparecer de la memoria de los pobladores y de la luz pública desde mediados del siglo XX.

### SigloXXIy redescubrimiento
Con el pasar del tiempo, la pavimentación del siglo pasado había cedido y fracturándose, formándose así grandes socavones que dejaban en mal estado el paso por aquel tramo de la Carrera 8 con Calle 10, por lo que el gobierno municipal tomó cartas en el asunto y emprendió la readecuación de la malla vial. Durante la realización de aquellas obras de recuperación vial efectuado por Movilidad Futura S.A en el año 2019 que se desenterró por casualidad la centenaria fuente sepultada.

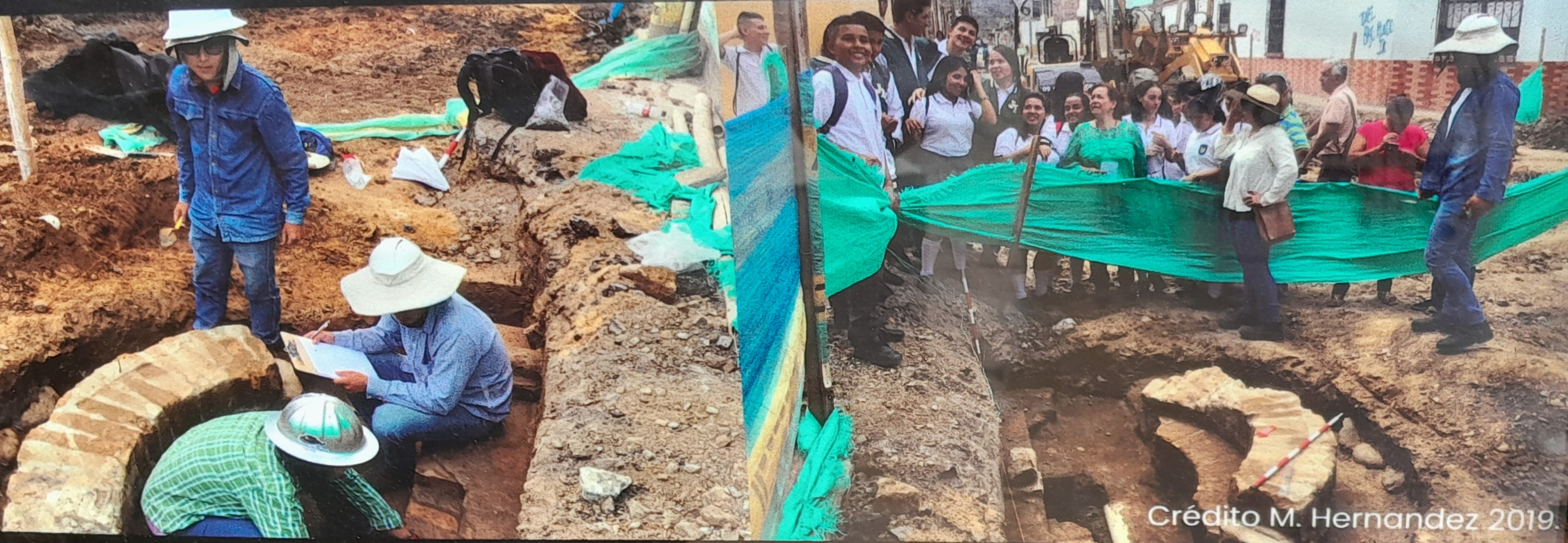
Fotografías del hallazgo y estudio del Chorrito de San Camilo en 2019. Foto de M. Hernández

Este hallazgo es importante para Popayán porque relata la historia de los acueductos durante la convulsa transición entre los periodos más turbulentos de la región y el país, también este vestigio resurgió como una prueba viva del intricado modelo de la red de abastecimiento de agua en el siglo XIX. Ya que hasta ese momento solo se contaba con el testimonio del chorrito ubicado en La Pamba que tiene mucha más antigüedad.

## Adecuación
Con el redescubrimiento del chorrito, se emprendieron casi de inmediato acciones de preservación y gestiones ante el Ministerio de Cultura para cubrir a la fuente con las leyes y decretos que protegen todo el Centro Histórico de Popayán y varios de sus edificaciones como Monumentos Nacionales o como Bienes de Interés Cultural, finalmente fue declarado como Patrimonio Arqueológico e Histórico de Colombia, estando amparada en la Ley 1185 de 2008.
Según señaló Martha Hernández Arqueóloga de Movilidad Futura SAS: “Miramos que la placa que dice 1919 la asociamos a la reconstrucción que se hizo al principio del siglo 20, hacia abajo nosotros encontramos calicanto que es la pega antigua que se utilizaba en el siglo 17, 18 y 19 inclusive al siglo 20 pero básicamente es una estructura del siglo 19”.
El Instituto Colombiano de Antropología e Historia (ICANH), por medio de la licencia arqueológica 7550, aprobó su restauración sin afectar la originalidad del chorro. Luego, se puso en escena para la comunidad y los visitantes del Centro Histórico. 
Siendo construida una ventana arqueológica iluminada con luces led y protegida con un cristal que soporta cientos de kilogramos para visualizar el vestigio, aunque a pesar de esto, después de casi un año de su inauguración, se denunció que dentro del monumento se observó un preocupante crecimiento de maleza que no solo obstruían y hacían opaca la vista,sino que afectaban la integridad de la fuente producto de la filtración de agua de las lluvias tan constantes de la ciudad.Restaurándose nuevamente al poco tiempo, con la adición de varias vallas informativas o mupi que cuentan la historia de su construcción, hallazgo y restauración del chorro.